# Trematomus bernacchii
Trematomus bernacchii Boulenger, 1902 è un pesce della famiglia Nototheniidae, diffuso in Antartide.

## Descrizione
Ha un corpo bruno e può presentare grosse macchie scure. Ha una pinna dorsale nerastra.

## Distribuzione e habitat
Questo animale è diffuso nei mari circostanti l'Antartide; vive generalmente fino a 200 metri di profondità, ma può arrivare fino a 700 metri.